# 당신의 친절한 이웃 스파이더맨
《당신의 친절한 이웃 스파이더맨》(영어: Your Friendly Neighborhood Spider-Man)은 디즈니+에서 2025년 1월부터 방영된 미국의 슈퍼히어로 애니메이션 시리즈이다. 마블 시네마틱 유니버스(MCU) 페이즈 5에 포함된다. 허드슨 테임스가 주인공 스파이더맨의 목소리를 맡는다.